# Märta Bramzelius
Margareta (Märta) Eleonora Bramzelius, född Hammarlund 14 juni 1899 i Uppsala Näs i Uppsala län, död 9 januari 1988 i Hedvig Eleonora församling, Stockholm, var en svensk skulptör. Hon var fram till 1975 gift med Abbe Bramzelius.
Bramzelius studerade konst i Stockholm, Paris och München. Hennes konst består av porträtt och figurer i lera och gips samt blomsterstilleben i akvarell. Hon är begravd på Nynäshamns kyrkogård.

### Fotnoter
1. ↑  Andreas Beyer & Bénédicte Savoy (red.), Artists of the World Online, K.G. Saur Verlag och Walter de Gruyter, 2009, 10.1515/AKL, Artists of the World konstnärs-ID: 10139414.[källa från Wikidata]
2. ↑  Bramzelius, Margareta Eleonora Arkiverad 18 oktober 2016 hämtat från the Wayback Machine. svenskagravar.se